# Larinostelis scapulata
Larinostelis scapulata là một loài ong trong họ Megachilidae. Loài này được Michener & Griswold miêu tả khoa học đầu tiên năm 1994.